# IndieWire
IndieWire es un sitio web en inglés dedicado al cine independiente establecido en Estados Unidos en 1996. En el sitio se publican artículos sobre crítica cinematográfica, festivales y series de televisión.
El IndieWire Critics Poll es un ranking anual de IndieWire que reconoce las mejores 10 películas estadounidenses e internacionales en 15 categorías. Se estableció el 2006 y las películas son escogidas por los editores de IndieWire.